# Elio Parise
Elio Parise (* 1948) ist ein ehemaliger italienischer Radrennfahrer.

## Sportliche Laufbahn
Parise war im Straßenradsport aktiv. Er startete für den Verein „S.C. Lainatese“. Als Amateur siegte er 1968 im Circuito Mezzanese, 1969 bei Mailand–Bologna und in der Coppa Lino Limonta. Im Il Piccola Lombardia 1970 wurde er Zweiter hinter Giuseppe Maffeis sowie Zweiter bei Rund um Berlin hinter Dieter Grabe und in der Gesamtwertung der Woche des internationalen Radsports der DDR. 1972 gewann er die Trofeo Sportivi Magnaghesi und die Trofeo Raffaele Marcoli. In der Internationalen Friedensfahrt 1972 startete er für die Nationalmannschaft und wurde 44. im Endklassement.